# Voyria pittieri
Voyria pittieri là một loài thực vật có hoa trong họ Long đởm. Loài này được (Standl.) L.O.Williams miêu tả khoa học đầu tiên năm 1968.